# Osmoxylon reburrum
Osmoxylon reburrum är en araliaväxtart som först beskrevs av Benjamin Clemens Masterman Stone, och fick sitt nu gällande namn av Benjamin Clemens Masterman Stone. Osmoxylon reburrum ingår i släktet Osmoxylon och familjen Araliaceae. Inga underarter finns listade.